# Taz
A Taz (orosz nyelven Таз) folyó Szibériában, Oroszország Krasznojarszki határterületén és a Jamali Nyenyec Autonóm Körzetében. Az Ob–Irtis után Nyugat-Szibéria második legnagyobb folyója.

## Földrajz
Hossza: 1401 km, vízgyűjtő területe: 150 000  km², évi közepes vízhozama: 930 m³/s (a torkolattól 357 km-re), 1450 m³/s (a torkolatnál). Vízgyűjtő területe a hatalmas Nyugat-szibériai-alföld keleti szegélyét foglalja el. Ezen a vidéken jóval kevesebb a mocsár, mint Nyugat-Szibéria középső részein.
A folyó Jamali Nyenyecföld délkeleti részén, a Szibériai-hátságon ered. Forrásvidékének tengerszint feletti magassága kb. 200 m, egyik forrása a Dinda-tó. Egy darabon a Krasznojarszki határterület határán folyik, onnan végig Jamali Nyenyecföldön halad előbb nyugati, majd északi, a sarkkör táján fekvő Szidorovszk településtől északnyugati irányban. A Kara-tengerhez tartozó Ob-öböl keleti oldalán nyíló Taz-öbölbe ömlik, a Pur folyó torkolata közelében.
Síksági folyó. Széles völgye van, medre erősen kanyargó és számtalan kisebb mellékágat képez. Délen partjain fenyvesek nőnek, melyek észak felé fokozatosan átadják helyüket a tundrának. 
A folyó főként hóolvadékból és jelentős részben felszínalatti vizekből táplálkozik. Októbertől május végéig – június elejéig (a felső szakaszon május közepéig) jég borítja. Tavasszal vonul le az éves vízmennyiség kb. 60%-a, a legmagasabb vízállást általában júniusban mérik; a legalacsonyabb nyári vízállás július végétől augusztus közepéig tart. A vízszint ingadozása a felső és középső szakaszon 6 m, az alsón 3 m. A tenger felől fújó északi szél az Ob-öböl vizét gyakran visszakergeti, ilyenkor a folyó torkolati szakaszának vízszintjét (felfelé kb. 200 km-ig) akár 2 m-rel is megemelheti. A folyó alsó szakasza hajózható.

### Felső-Taz természetvédelmi terület
A legfelső szakasz és annak környéke 1986 decembere óta természetvédelmi terület (mintegy 630 000 ha). A homokos dombokat erdeifenyőből, a folyóvölgyeket cirbolya- és lucfenyőből álló erdők borítják. A Taz itt még sekély, tiszta vízű folyó, vizében több lazacféle is megél. A védett területtől kevéssel északra, a part menti Tolka településnél szélessége már 120–150 m, mélysége 1,5–2 m. A vidék éghajlatára jellemző a hosszú hideg tél és a viszonylag meleg nyár. Tolka faluban –63 °С hideget és +37 °С is mértek.

### Mellékfolyók
- Jobbról: Nagy Sirta (306 km) és Hudoszej (359 km)
- Balról: Tolka (391 km) és Csaszelka
- A természetvédelmi területen folyik a felső szakasz két mellékfolyója, a Ratta (246 km) és a Pokolka (260 km).

## Települések, ásványi kincsek
A Taz völgyének őslakosai a szölkupok. A Felső-Taz vidéke rajtuk kívül az ott elszigetelten élő egyik evenki népcsoport otthona is volt, délkeletről pedig a nomád ketek látogatták a területet. A torkolattól 300 km-re, a Taz partján alapították az oroszok 1601-ben egyik legelső szibériai városukat, a legendás Mangazeját, mely nem sokáig állhatott fenn. 
Korunkban a folyó mentén nagyobb városok nincsenek. Fontosabb települések: 
- A felső szakaszon: Ratta (a természetvédelmi terület északi határánál), Tolka.
- A középső szakaszon: Krasznoszelkup (lakossága 2002-ben kb. 4000 fő).
- A torkolattól 8 km-re, a bal parton: Tazovszkij (lakossága 2007-ben 7635 fő).

A Taz–Pur–Nadim folyók vízgyűjtője alatt hatalmas szénhidrogénmezők húzódnak. A Taz torkolatvidékén, Tazovszkij mellett 1962-ben jelentős földgázmezőre bukkantak. Három évvel később a településtől 85 km-re délre jóval kiterjedtebb lelőhelyet tártak fel (Zapoljarnoje). A földgázkészletek alapján ezt a Föld jelenleg ismert ötödik legnagyobb lelőhelyének tartják. A 8745 hektárnyi területen 2001 óta folyik kitermelés.
A folyó középső szakaszán fekvő Krasznoszelkup körzetében szintén nagyon jelentős olaj- és földgázkészletek vannak. A Juzsno-Russzkoje (Dél-orosz) nevű lelőhelyen 2007 őszén kezdték meg a földgáz kitermelését, ebbe az egyik legnagyobb német vállalat is bekapcsolódott.